# Goioerê
Goioerê là một đô thị thuộc bang Paraná, Brasil. Đô thị này có diện tích 564,05 km², dân số năm 2007 là 29732 người, mật độ 46,3 người/km².